# Bigpoint Berlin
Bigpoint Berlin (ранее: Radon Labs) — немецкая компания, специализирующаяся на разработке компьютерных игр.

## История компании
Основана в 1995 году как TerraTools, но затем была переименована в Radon Labs и под таким именем просуществовала до июня 2010 года, когда, после объявления своего банкротства, была приобретена гамбургской компанией Bigpoint с целью последующей реорганизации в Bigpoint Berlin.
Главный офис компании находится в Берлине и дополнительный — в Лейпциге. Компания известна преимущественно компьютерными играми Project Nomads и Drakensang: The Dark Eye, а также открытым игровым движком Nebula Device.

## Разработанные игры
- 1998 — Urban Assault
- 2001 — Project Nomads
- 2003 — Torres
- 2004 — Geniu$: The Tech Tycoon Game
- 2005 — Genius — Task Force Biologie
- 2005 — Sportfischen Professional
- 2005 — Pferd und Pony: Mein Gestüt
- 2005 — Meine Tierarztpraxis
- 2005 — Dragon Hunters — Die Drachenjäger
- 2005 — Verliebt in Berlin
- 2005 — Moorhuhn Action — Im Anflug
- 2006 — Pferd und Pony: Best Friends — Mein Pferd
- 2006 — Meine Tierschule
- 2006 —— Pferdebande — Falsches Spiel bei der Pferdeshow
- 2006 — Riding Star 2
- 2007 — Meine Tierarztpraxis in Australien
- 2007 — Riding Star 3 DS
- 2008 — Treasure Island
- 2008 — Meine Tierarztpraxis in Australien (версия для Nintendo DS)
- 2008 — Duden Powerquiz
- 2008 — Drakensang: The Dark Eye
- 2010 — Drakensang: The River of Time[3]
- 2010 — Crazy Quiz
- 2011 — Drakensang Online
- Статус неизвестен — Future Wars[4][5]